# Alrich Witken
Alrich Witken, ab 1746 Alrich Witken von Wittenheim (* 27. Juli 1693 in Büttel (Loxstedt); † 15. Januar 1761 in Burgforde), war ein deutscher Amtmann in der Grafschaft Oldenburg sowie Autor historischer Schriften.

## Leben
Alrich Witken wurde als Sohn des wohlhabenden Pferdehändlers und Bauern Alverich Witken (1647–1700) und dessen Ehefrau Meine geb. Ehlers († 1696) geboren. Nach dem frühen Tod beider Eltern wuchs er gemeinsam mit seinen beiden Brüdern beim Amtmann von Dedesdorf auf und erhielt seine Ausbildung durch Hauslehrer. Von 1710 bis 1713 studierte er Rechtswissenschaften an den Universitäten Halle und Wittenberg, anschließend unternahm er mehrere Studienreisen nach England und Frankreich.
1722 wurde er dann selbst Amtmann in Apen, das unter Graf Anton I. 1538 unter oldenburgische Herrschaft gekommen war. 1734 erhielt er den Titel Justizrat und 1749 den eines Titel Etats- und Landrat. 1746 erhielt er die Burg Burgforde als Erbmannlehen, das den Namen „Wittenheim“, abgeleitet von „Witkens Heim,“ erhielt. Noch im selben Jahr wurde Witken dann zunächst von August III., Kurfürst von Sachsen, in den Adelsstand erhoben und danach von Heinrich, dem Fürsten von Schwarzburg-Sondershausen, zum Pfalzgrafen ernannt.
Witkens wesentliche Leistung in der Verwaltung seines Amtes lag in der Einrichtung einer Fahrpost von Bremen über Oldenburg bis nach Neuschanz, die er in enger Zusammenarbeit mit den Leitern der benachbarten Ämter organisierte. Für diese Post ließ er ebenso einen Damm durch das Lengener Moor bauen. Eine Wiedereinführung der alten bäuerlichen Selbstverwaltung, die es vor der Machtübernahme der oldenburger Grafen in dem Gebiet gegeben hatte, lehnte er allerdings schroff ab. Damit zog er sich den Hass der in der Gegend ansässigen Bauern zu und tritt in Sagen und volkstümlichen Geschichten das Ammerlandes als Tyrann auf.
Neben seiner beruflichen Tätigkeit interessierte sich der weitgereiste und gebildete Witken für Landeskunde und Geschichte. Er schrieb eine Reihe von Aufsätzen, die der oldenburgische Archivar Johann Heinrich Schloifer ab 1746 in den von ihm herausgegebenen Oldenburgischen Nachrichten von Staats-, gelehrten und bürgerlichen Sachen veröffentlichte. Weiterhin war er an den Arbeiten für eine neue Karte der Grafschaft beteiligt, die der Deichgraf Johann Wilhelm Anton Hunrichs 1761 in Nürnberg drucken ließ. 1749 schrieb Witken eine der ersten historisch-statistisch-geographischen Landesbeschreibungen, die nach seinem Tod zusammen mit einer ähnlichen Arbeit Schloifers von Anton Friedrich Büsching veröffentlicht wurde. Weitere Manuskripte zur regionalen und lokalen Geschichte blieben unveröffentlichter Teil seines Nachlasses. Eine von Witken geplante Geschichte Oldenburgs konnte er nicht realisieren.

## Familie
Witken war zweimal verheiratet. Kurz nach Abschluss seines Studiums heiratete er am 22. Juni 1713 in Oldenburg Sophie Catharina von Oetken (1695–1727), die Tochter des oldenburgischen Kanzleidirektors Johann Ludolph von Oetken (1653–1725) und der Margaretha Dorothea geb. von Suhm (1674–1720). Nach dem Tod seiner Frau heiratete er am 23. März 1731 in Schölisch bei Stade Mechthild Anna von Goeben (1699–1733), die Tochter des schwedischen Hauptmanns Johann von Goeben (1669–1719) und der Margaretha Dorothea geb. von Tettenborn (1668–1737). Von seinen insgesamt sechs Söhnen wurde Johann Ludolph (1714–1769) dänischer Major. Mit dessen Sohn Johann Ludwig Christian (1764–1773) starb die Familie aus.

## Werke (Auswahl)
- Comitatum Oldenburg et Delmenhorst, Delineatio, Nürnberg 1761.
- Historisch-politisch-geographische Beschreibung der Grafschaften Oldenburg und Delmenhorst, veröffentlicht in: Büschings Magazin für neuere Historie und Geographie, Bd. 3, Leipzig 1769.
- Etwas von dem Löwenkampfe des Grafen Friedrich von Oldenburg. Aus den Papieren des weil. Herrn Etats-Rats von Witken und weil. Herrn Kanzeley-Assessors Schloifer, veröffentlicht in: Oldenburgischer Kalender, 1785, S. 74–80.